# Pseudomyrmex ejectus
Pseudomyrmex ejectus es una especie de hormiga del género Pseudomyrmex, subfamilia Pseudomyrmecinae. Fue descrita por Smith en 1858.
Se encuentra en la costa del golfo de Estados Unidos y en Costa Rica y Jamaica.